# Christophe Midler
Christophe Midler, né le 23 juillet 1953, est un chercheur en sciences de gestion français spécialiste de l'industrie automobile diplômé de l'École polytechnique.  

## Biographie

### Formation
Après ses études à l'École polytechnique (promotion 1974), Christophe Midler entre au Centre de recherche en gestion pour mener un travail de recherche dans le domaine de l’organisation de la production et de la robotisation des process. Il soutient sa thèse en 1981 à l’Université Paris I Panthéon Sorbonne. Son travail concerne la restructuration des tâches dans le montage automobile et est effectué sous la direction de Michel Berry, directeur du Centre de recherche en gestion et Marcel Capet, professeur à Paris I. 

### Recherche
Christophe Midler a travaillé sur l'apparition et la diffusion du management par gestion de projet au sein des entreprises au début des années 1990. Il a également travaillé sur la transformation des processus de conception dans les unités de recherche et développement afin de répondre aux exigences de la compétition par l’innovation. Enfin, il s'est intéressé à la transformation des modes de coopération entre firmes dans les projets d’innovation et la mise en œuvre de stratégies d’innovation de rupture dans les grands groupes. Son secteur de recherche est principalement l'industrie automobile. 

### Activités
Christophe Midler participe à des réseaux académiques nationaux et internationaux, dont European Academy of Management (en) (EURAM), le Groupe d'étude et de recherche permanent sur l'industrie et les salariés de l'automobile (GERPISA) et le International Research Network on Organizing by Project (IRNOP). 
Il coordonne plusieurs programmes de recherche inter-disciplinaires notamment le programme Ecosip (1985-1995), l’ACI travail « les nouvelles concordances des temps du travail : temps des produits, dynamiques des firmes et trajectoires des individus » (2001-2004), le programme de recherche « business model du véhicule électrique » dans le cadre de « l'Institut de la Mobilité Durable » porté par Renault.
De 2004 à 2011, il a été directeur du Centre de recherche en gestion de l'École polytechnique. 
Depuis décembre 2017, il est membre de l’Académie des technologies.

### Enseignement
Christophe Midler a enseigné la gestion de projet et le Management de l'innovation dans plusieurs établissements : des écoles d'ingénieur, dont l’École des Mines de Paris, l’École des Ponts et Chaussées, et des écoles de commerce comme l’Université Paris-Dauphine. 
Depuis 2000, il est professeur de management de l’innovation à l'École polytechnique et responsable du Master 2 Projet Innovation Conception lancé en 2002. 
Il a dirigé 21 thèses et participé à plus de 70 jurys de thèses ou habilitations à diriger des recherches.

### Distinctions
Il est Docteur honoris causa de l’Université d'Umeå (Suède) et a reçu le Research Achievement Award du Project Management Institute en 2013 pour l’ensemble de ses contributions de recherche dans le domaine du management des projets. Il a été élu en 2017 membre de l’Académie des technologies.

## Publications

### Livres
- C. Midler, M. Alochet, C. de Charentenay, "L'odyssée de Spring ; histoire et leçons d'un projet impossible" Dunod, 2022.
- C. Midler, B. Jullien et Y. Lung, Innover à l’envers ; repenser l’innovation et la conception dans un monde frugal, Dunod. (Prix Association française de la Qualité 2018), 2017
- R. Lundin, N. Arvidsson, T. Brady, E. Ekstedt, C. Midler et J. Sydow, Managing and Working in Project Society, Institutional Challenges of Temporary Organizations, Cambridge University Press. (Prix Project Management Institute du meilleur livre 2016 en management de projet), 2015
- S. Ben Mahmoud-Jouini, F. Charue-Duboc et C. Midler, Management de l'innovation et globalisation ; Enjeux et pratiques, Dunod, 2015
- C. Midler R. Maniak et R. Beaume, Réenchanter l’industrie par l’innovation, stratégie et management de l’innovation dans l’industrie automobile, Dunod, 2012
- B. Jullien Y Lung et C . Midler, L’épopée Logan ; nouvelles trajectoires pour l’innovation, Dunod. (Prix du meilleur ouvrage en sciences de gestion FNEGE et l’EFMD), 2012
- C. Midler, L'auto qui n'existait pas, management des projets et transformation de l'entreprise, Dunod. (Prix Dauphine et Grand prix Afplane - L’Expansion - McKinsey du livre de Management et de Stratégie), 2012
- S. Ben Mahmoud Jouini, R. Maniak et C. Midler, Management de l’innovation de rupture. Nouveaux enjeux, nouvelles pratiques, Presses de l’École Polytechnique. (Prix spécial de l’Association CESA d’HEC), 2012
- C. Midler, G. Minguet et M. Vervaeke, Working on innovation, Routledge, 2010.